# Marozsán Dzsenifer
Marozsán Dzsenifer (Budapest, 1992. április 18. –) olimpiai bajnok német válogatott magyar labdarúgó, jelenleg az Al-Kvadszija játékosa.

## Pályafutása

### Klubcsapatban
1996-ban a Saar-vidéki Burbachba költöztek, mivel édesapja, a négyszeres magyar válogatott Marozsán János a harmadosztályú 1. FC Saarbrücken csapatába igazolt.
Pályafutását a DJK Burbach csapatában kezdte, ezt követően 2003-ban az 1. FC Saarbrückenbe igazolt. A 2007–2008-as szezonban minden idők legfiatalabb Bundesliga játékosa lett. 2008. augusztus 26-án a TSV Crailsheim ellen megszerezte pályafutása első élvonalbeli gólját, amivel a bajnokság történetének legfiatalabb gólszerzője lett. Noha a bajnokság végén kiestek, bejutottak a 2008-as kupadöntőbe, ahol a kezdőcsapat tagja volt, azonban az 1. FFC Frankfurt ellen 5–1-es vereséget szenvedtek.
2025. augusztus 10-én bejelentették, hogy szerződése lejártával távozik az Olympique Lyonnais-tól és a szaúdi első osztályban szereplő Al-Kvadszija csapatánál folytatja pályafutását.

### A német válogatottban
Az U15-ös válogatottban öt mérkőzést játszott, melyeken négy gólt szerzett. Az U15-ös válogatottba való bemutatkozását követően két héttel később debütált az U17-es válogatottban is. A Dánia elleni 8–0-ra megnyert mérkőzésen mesterhármast szerzett.
A 2008-as U17-es női labdarúgó-Európa-bajnokság első selejtezőkörében csapata mindhárom mérkőzésén eredményes tudott lenni, Izrael, Bulgária és Norvégia ellen összesen 5 gólt lőtt. A második selejtezőkörben is száz százalékos teljesítményt nyújtottak, így kijutottak az Eb-re. Az elődöntőben az ő góljával nyertek Dánia ellen 1–0-ra a németek, majd a döntőben a Franciaország elleni 3–0-ra megnyert találkozón ismét eredményes volt és adott egy gólpasszt. Az Európa-bajnoki aranyérem mellett a torna gólkirályi címét is elnyerte két találattal.
A 2008-as U17-es női labdarúgó-világbajnokságon harmadik helyezett lett a válogatottal. A Costa Rica és a Ghána elleni csoportmérkőzésen egyaránt két gólt szerzett, a negyeddöntőben Kanada ellen szintén kétszer volt eredményes. Az elődöntőben és a győztes bronzmérkőzésen nem talált az ellenfél kapujába, ennek ellenére a torna gólkirályi címét hat találattal ő szerezte meg. Az U17-es vb ideje alatt az új-zélandi újságok a "Felejtsétek el Maradonát, jön Marozsán!" és ehhez hasonló című tudósításokkal jelentek meg.

## Sikerei, díjai

### Klubcsapattal
- 1. FC Saarbrücken:
- U15-ös tartományi kupagyőztes: 2007
- Német Kupa ezüstérmes: 2008
- 1. FFC Frankfurt:
- UEFA Női Bajnokok Ligája győztes: 2013
- Olympique Lyonnais:
- Francia bajnok (4): 2016–17, 2017–18, 2018–19, 2019–20
- Francia kupagyőztes (3): 2016–17, 2018–19, 2019–20[21]
- UEFA Női Bajnokok Ligája győztes (4): 2016–17, 2017–18, 2018–19, 2019–20
- Nemzetközi Bajnokok Kupája győztes: 2019[22]

### A német  válogatottal
- U17-es Európa-bajnok: 2008
- U17-es világbajnoki bronzérmes: 2008
- U20-as világbajnoki aranyérmes: 2010
- Európa-bajnok: 2013
- olimpiai bajnok: 2016

### Egyéni
- IFFHS Világ legjobb női játékosa (2): 2016, 2018
- U17-es Európa-bajnoki gólkirály: 2008
- U17-es világbajnoki gólkirály: 2008
- Az év játékosa a francia bajnokságban (3): 2017, 2018, 2019
- Az év játékosa Németországban (3): 2017,[23] 2018, 2019[24]